# 亚戈·埃雷林
亚戈·埃雷林（西班牙語：Iago Herrerín；1988年1月25日—）是一位西班牙足球運動員。在場上的位置是守門員。他現在效力於西甲球隊巴伦西亚。在2012-13賽季，他曾經被外借至努曼西亞。